# سلالة داود
سلالة داود تلفظ باللغة العبرية ملخوت بيت داود والتي تعني ذرية داود والذين خلفوه في الحُكم من الملك سليمان وثم سلالة حكم مملكة يهوذا إلى آخر ملك منهم وهو الملك صدقيا والتي انتهت حكمها في سنة 587 ق م بعد أن أسقطها البابليين وكانت عاصمتها أورشليم وخرج من هذه السلالة يسوع بحسب العهد الجديد في الكتاب المقدس.

## التاريخ
تأسست الملكية اليهودية من سلالة داود سنة 1095 ق.م وانتهت بخلع صدقيا آخر ملوكهم سنة 588 ق.م فتكون مدتها 509 سنوات

## في الفكر الديني

### في اليهودية
في الفكر اليهودي يعتبر بيت داود هو السلالة التي اختارها الله لتكون فيها مُلك بني إسرائيل، إذ أن المُلك في اليهودية لا يكون إلا باختيار من الله كما جاء النص في التواراة ((فَإِنَّكُمْ تُقِيمُونَ عَلَيْكُمْ مَلِكاً يَخْتَارُهُ الرَّبُّ إِلَهُكُمْ))، وقد جاء النص على اختيار الله لسلالة داود ملوكاً كما في المزامير ((قَدْ قُلْتَ: إِنِّي أَقَمْتُ عَهْداً مَعَ الْمَلِكِ الَّذِي اخْتَرْتُهُ، أَقْسَمْتُ لِدَاوُدَ عَبْدِي. أُثَبِّتُ نَسْلَكَ إِلَى الأَبَدِ، وَأُبْقِي عَرْشَكَ قَائِماً مِنْ جِيلٍ إِلَى جِيلٍ)) ((حَلَفَ الرّبُّ لِداوُدَ يَمينا ولا يرتَدُّ عَنها: «أنْ سأُجلِسُ مِنْ بَنيكَ على عرشِكَ. إنْ حافظَ بَنوكَ على عَهدي وفرائِضي الّتي أُعلِّمُهُم إيَّاها، فبَنوهُم أيضا يجلِسونَ على عرشِكَ إلى الأبدِ».)) وهي الصلة بين الله والناس في الفكر اليهودي، وقد سبق ذلك نبؤة يعقوب عن مستقبل بنيه بأن يجعل الله المُلك في سبط يهوذا ((لَنْ يُفارِقَ صَولَجانُ المُلْكِ يَهُوذا، وَلا عَصا الحاكِمِ مِنْ بَينِ قَدَمَيهِ)) وقد كان داود من سبط يهوذا

### في المسيحية
يسجل في موضعين من الإنجيل، في متى 1: 1-17، ولوقا 3: 23-28. وبينما يعيد إنجيل متى النسبة إلى إبراهيم، يعيدها إنجيل لوقا إلى آدم للدلالة على صلة المسيح بالبشرية جمعاء. أما إنجيل متى فلدلالة على كون يسوع هو الماشيح المنتظر. وتعتبر سلسلة الأنساب هامة للغاية، إذ كان وحسب نبؤات العهد القديم فإن المسيح يجب أن يكون من سبط يهوذا، ومن ثم من ذرية داود وهو ما حققه المسيح؛ وبالتالي أيضًا فإن سلالة نسب المسيح هي سلالة ملكية تندرج من سلسلة ملوك مملكة إسرائيل الموحدة؛ ونبويّة، إذ إنها تنحدر من إبراهيم واسحق ويعقوب ومن ثم داود.
يقسم هذا التاريخ العبري إلى ثلاث فترات كل منها أربعة عشر جيلاً وفي ذلك تورية لمجموع أرقام حروف كلمة ‹دَوَدَ› أي داود. ومن المرجح، في كلا سلسلتي الأنساب، وجود عدد أكبر من المذكورين، فرغم أن اليهود قد أبدوا اهتمامًا خاصًا في تدوين سلاسل النسب إلا أنه من العادة أن تضغط هذه السلاسل التاريخية بمعنى أنها لا تدرج كل جيل من الأجداد محدودًا باسمه، خصوصًا في حال لم يأت بمآثر في حياته، أي أن كلمة «ولد» أو «أنجب» يمكن أن تعني أن من أنجبه كان أحد أحفاده وليس بالضرورة ابنه مباشرة، وهذا ما يتضح بشكل حاسم من العددين 11 و12.
ارتبطت في التقاليد المسيحية بعض الكنائس المسيحية الشرقية في السياسية، فمثلًا حصلت كل من سلالة السليمانيون في إثيوبيا وأسرة بجرتيوني في جورجيا على الشرعية من كنيسة التوحيد الأرثوذكسية الإثيوبية والكنيسة الجورجية الرسولية الأرثوذكسية، باعتبارهم من سلالة الملك داود وسليمان، فأرتبطت الكنيسة والدولة ارتباطًا وثيقًا في كل من إثيوبيا وجورجيا.

## الملوك

### الملوك من سلالة داود
الملوك من بيت داود والذين حكموا مملكة يهوذا من بعد داود وسليمان هُم:
- رحبعام بن سليمان

مدة حكمه 17 سنة
- أبيام

مدة حكمه 3 سنوات
- آسا

مدة حكمه 41 سنة
- يهوشافاط

مدة حكه 25 سنة
- يهورام ملك يهوذا

مدة حكمه 8 سنوات
- أحازياه

مدة حكمه سنة واحدة
- يوآش

مدة حكمه 40 سنة
- أمشياهو

مدة حكمه 29 سنة
- عزيا

مدة حكمه 52 سنة
- يوثام

مدة حكمه 16 سنة
- آحاز

مدة حكمه 16 سنة
- حزقيا

مدة حكمه 29 سنة
- منسى ملك يهوذا

مدة حكمه 55 سنة
- أمون ملك يهوذا

مدة حكمه سنتان
- يوشيا

مدة حكمه 31 سنة
- يهوآحاز

مدة حكمه 3 أشهر
- يهوياقيم ملك يهوذا

مدة حكمه 11 سنة
- يهويا كين أو يكنيا

مدة حكمه 3 أشهر
- صدقيا[16]

مدة حكمه 11 سنة